# 9 Downing Street

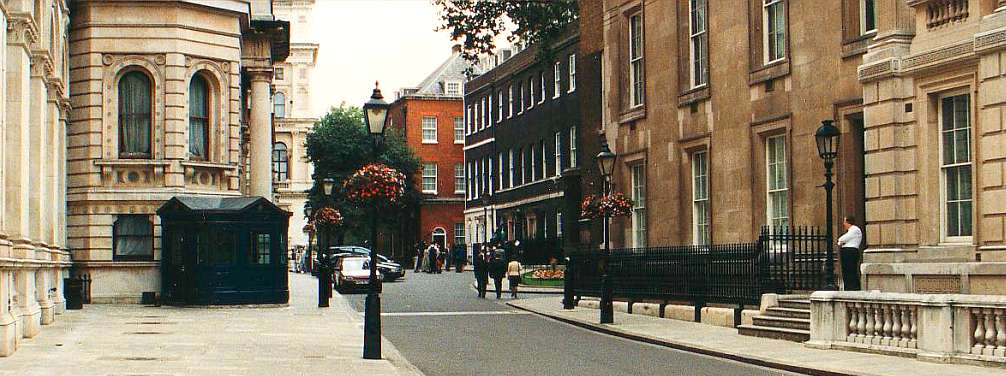
Downing Street med Nr 9 till höger

9 Downing Street är en av byggnaderna som ligger på Downing Street i City of Westminster i London, England. Den har använts som en separat adress till den mer kända 10 Downing Street sedan 2001 för olika statliga funktioner.

## Historia
Byggnaden var tidigare en del av den mer kända 10 Downing Street, som har varit det officiella residenset för Förste skattkammarlorden sedan 1732. Detta är normalt sett Storbritanniens premiärminister. Många interna renoveringar under årens lopp har förändrat interiören på 10 Downing Street, 11 Downing Street och 12 Downing Street till den grad att de alla är en del av ett enda komplex. Det var del av en omorganisation 2001 som adressen Nummer 9 skapades.
Judicial Committee of the Privy Council hade sitt säte på 9 Downing Street fram till augusti 2009, då den flyttade till Middlesex Guildhall tillsammans med Storbritanniens högsta domstol. Det inrymde därefter chefsinpiskarens kontor, även om deras officiella adress förblev Nr 12. Från 2016 till 2020 användes byggnaden för att hysa Departementet för utträde ur Europeiska unionen.
I januari 2020 började regeringen hålla informationsmöten i lobbyn på 9 Downing Street i stället för den traditionella platsen i underhuset. Tilltaget kritiserades av journalister. Samma år började byggnaden genomgå en renovering för 2,6 miljoner pund som förberedelse för att TV-sända presskonferenser skulle hållas.
Downing Street Press Briefing Room ligger i Nr 9. De första presskonferenserna hölls av Boris Johnson i mars 2021.

## Kulturella referenser
I den brittiska satiriska TV-serien Spitting Image från 1980-talet framställs Adolf Hitler som boende på 9 Downing Street under namnet Herr Willcocks och erbjuder politisk hjälp till den ovetande premiärministern Margaret Thatcher.